# Josiah Ng
 Josiah Ng Onn Lam (* 2. Februar 1980 in Manila, Philippinen) ist ein malaysischer Radsporttrainer und ehemaliger Bahnradsportler.

## Sportliche Laufbahn
Im Alter von fünf Jahren entwickelte Josiah Ng schon seine Leidenschaft für Radsport, da es für ihn, der in einer traditionellen und konservativen chinesischen Familie aufwuchs, Freiheit bedeutete. Als er 13 Jahre alt war, riss er vom Haus seiner Eltern an der Westküste der Vereinigten Staaten aus und machte sich auf den Weg zu seinen Großeltern an der Ostküste. Dort kaufte er sich sein erstes eigenes Fahrrad – das gebrauchte Rad eines Nachbarn – für 250 Dollar, die er sich durch den Verkauf von selbstgemachten Keksen verdient hatte. Mit 15 Jahren bestritt er sein erstes Rennen. Nach seiner Rückkehr zu seinen Eltern begann er, Geige zu spielen und bildete mit Vater und Geschwistern ein Streichquartett. Schließlich stellte ihn sein Vater an seinem 18. Geburtstag vor die Entscheidung, Radsport oder Musik. Als er dem Rat seiner Großmutter folgte, einer Leidenschaft zu frönen, und sich für den Radsport entschied, musste er sein Elternhaus verlassen, ohne Geld und Dach über dem Kopf. Er durchstand diese schwierige Zeit mit der Hilfe von Freunden. Als er 19 Jahre alt war, reiste er nach Malaysia und bot an, für dieses Land zu fahren. Schon im Jahr darauf startete er für Malaysia bei den Asienmeisterschaften.
2002 startete Ng bei den Asienspielen in Busan und wurde er Dritter im Keirin. Seitdem belegte er bei Weltcup-Rennen mehrfach Podiumsplätze und platzierte sich bei UCI-Bahn-Weltmeisterschaften unter den ersten Zehn. 2006 wurde er jeweils Zweiter im Keirin bei den Ozeanien-Meisterschaften sowie bei den Asienspielen. Zudem fuhr er in mehreren Jahren erfolgreich bei der japanischen Keirin-Serie mit.
Zweimal, 2004 sowie 2008, startete Josiah Ng bei Olympischen Spielen. Seine beste Platzierung war ein sechster Platz im Keirin bei den Spielen 2004 in Athen. Bei den Commonwealth Games 2010 in Delhi errang er die Goldmedaille im Keirin und die Bronzemedaille im Teamsprint.
2013 wurde Ng zweifacher Asienmeister im Sprint und im Keirin. Beim zweiten Lauf des Bahnrad-Weltcups 2013/14 in Aguascalientes stürzte Ng in der ersten Runde des Keirin-Wettbewerbs und verletzte sich schwer. Nach einem letzten Start im Keirin bei den UCI-Bahn-Weltmeisterschaften 2015 beendete er seine sportliche Laufbahn.
Im Jahre 2004 wurde Ng in seinem Heimatland zum „Sportler des Jahres“ gewählt. Er lebte mit seiner Familie und trainierte zu dieser Zeit in Melbourne und startete für das malaysische YSD Track Team.

## Berufliches
2018 wurde Josiah Ng Kurzzeit-Nationaltrainer von Thailand. Unter seiner Betreuung errang Jai Angsuthasawit bei den Asienspielen 2018 die Goldmedaille im Keirin und verwies dabei Ngs Landsmann und ehemaligen Dauerrivalen Azizulhasni Awang auf Rang drei. In den sozialen Medien wurde er deshalb als „Verräter“ beschimpft. Ng verteidigte sich, dass er als Trainer ein Neuling sei und Erfahrungen sammeln müsse, bevor er eventuell zum malayischen Nationaltrainer berufen werden. Im Februar 2019 gab er bekannt, dass er in Malaysia eine „Cycling academy“ eröffnen werde.

## Trivia
2021 wurden Ng und seine Frau Eltern einer zweiten Tochter. Josiah Ng gab bekannt, dass diese Tochter den Namen Keirin Ai Ying (Keirin gewinnt gern) erhalten habe, während die ältere Schwester Athena heiße, da er in Athen an seinen ersten Olympischen Spielen teilgenommen habe.

## Erfolge
2002
- Asienspiele – Sprint

2006
- Asienspiele – Keirin
- Ozeanienspiele – Keirin

2010
- Commonwealth Games-Sieger – Keirin
- Commonwealth Games – Teamsprint (mit Azizulhasni Awang und Mohd Rizal Tisin)
- Ozeanienspiele – Keirin

2011
- Asienmeisterschaft – Keirin
- Asienmeisterschaft – Teamsprint (mit Mohd Edrus Yunus und Mohd Rizal Tisin)

2012
- Asienmeisterschaft – Keirin
- Asienmeisterschaft – Teamsprint (mit Mohd Edrus Yunus und Mohd Rizal Tisin)

2013
- Asienmeister – Sprint, Keirin

2014
- Asienspiele – Keirin